# Kanton Vernon
 Vernon  is een kanton van het Franse departement Eure. Het maakt deel uit van de arrondissementen Les Andelys en Évreux.
Het kanton werd gevormd ingevolge een decreet van 25 februari 2014 met inwerkingtreding op 22 maart 2015.
In 2018 telde het kanton 28.007 inwoners.

## Gemeenten
Het kanton Vernon omvat volgende 4 gemeenten:
- Gasny
- Giverny
- Sainte-Geneviève-lès-Gasny
- Vernon